# صالح الأطرم
صالح بن عبد الرحمن الأطرم الأسعدي الروقي العتيبي فقيه وعالم دين سعودي وعضو هيئة كبار العلماء واللجنة الدائمة للبحوث والإفتاء سابقًا. ولد في الزلفي التابعة لمنطقة الرياض في المملكة العربية السعودية عام 1353 هـ.

## نشأته وعمله
نشأ الأطرم وحفظ القرآن في الكتاتيب في مدينته الزلفي , وأكمل فيها ودرس مبادئ العلوم الشرعية، ثم انتقل لمدينة الرياض في سنة 1364 هـ , ثم التحق في كلية الشريعة في جامعة الإمام محمد بن سعود الإسلامية وتخرج منها، وبعد تخرجه من كلية الشريعة درس في معهد العلوم الشرعية بالإضافة إلى علوم اللغة والأدب، حصل على الدكتوراه من المعهد العالي للقضاء في عام 1404 هـ عن رسالته الأيمان وأحكامها، درس بعدها في كلية الشريعة بجامعة الإمام محمد بن سعود الإسلامية , وفي الثامن من جمادى الاخرة عام 1413 هـ صدر الأمر الملكي بتعيينه عضو في هيئة كبار العلماء.

## شيوخه
تتلمذ الأطرم على مجموعة من العلماء كان أبرزهم:
- محمد بن إبراهيم آل الشيخ.
- عبد العزيز بن باز.
- عبد الرزاق عفيفي.
- محمد الأمين الشنقيطي.
- محمد البحيري.

## تلاميذه
درس على يدي العالم الأطرم الكثير من العلماء منهم 
- عبد الله بن محمد آل الشيخ.
- صالح بن عبد العزيز آل الشيخ.
- عبد الرحمن بن عبد الله العجلان.
- هشام بن فؤاد البيلي.
- محمد بن عبد الله العجلان.
- فالح بن محمد الصغير.
- عبد الله بن موسى العمار.
- عبد الرحمن بن صالح الأطرم.
- إبراهيم بن عبد الله بن عبد الرحمن اللاحم.
- عبد الكريم الخضير.
- محمد بن علي الوشلي.
- عبد الرحمن السديس.
- سعود الشريم.
- عبد المحسن القاسم.
- حسين آل الشيخ.
- مخلد بن عقل المطيري.
- عبد العزيز العجيمي
- نواف الصقري
- مساعد الطيّار

## مؤلفاته
كان من مؤلفات صالح الأطرم:
- حديث الصيام وفضل القيام.
- دوافع الايمان وموجباتها في الفقه الإسلامي.
- مختصر  الوصية.
- جريمة الحرابة وعقوبتها في الأسلام.
- الوصية.
- أسئلة وأجوبة في العقيدة.
- مناسك المرأة للامام النووي (تحقيق).
- سيرة الشيخ محمد بن إبراهيم آل الشيخ.
- الخطب المنبريه.

## وفاته
كان الشيخ الأطرم قد مرض في بداية عام 1420 هـ ولازمه المرض حتى توفي في مدينة الرياض صباح يوم الجمعة الخامس والعشرين من ذي الحجة عام 1428 هـ وصلي عليه بعد صلاة العصر في جامع الراجحي، وصلى عليه عبد العزيز بن عبد الله آل الشيخ ودفن في مقبرة النسيم.

## وصلات خارجية
- موقع الشيخ صالح الأطرم